# Dendroseris neriifolia
Dendroseris neriifolia es una especie de planta es originaria únicamente de las Islas Juan Fernández de la zona sudeste del Pacífico, alejada de la costa de Chile, que es hogar de la famosa Juania australis y muchas otras plantas endémicas fascinantes.
- Nota: Estudios moleculares recientes[2][3] han conducido a incluir el género Dendroseris en un nuevo concepto ampliado del género Sonchus y, consecuentemente, considerarlo, con todas sus especies, como un mero subgénero de Sonchus.[4][5][6]

## Descripción
Es un árbol con las hojas caídas, alargadas y pequeñas flores de color amarillo-blanco. La planta fue originalmente nativa de Chile, pero ahora se encuentra sólo en la isla Robinson Crusoe. La planta está en peligro de extinción y considerada muy rara. Sólo dos muestras se sabe que existen en una quebrada en la parte oriental de la isla, aunque existen otros ejemplares cultivados. Se clasifica como en peligro crítico por el World Conservation Monitoring Centre.

## Taxonomía
Dendroseris neriifolia fue descrita por (Decne.) Hook. & Arn. y publicado en Companion to the Botanical Magazine 1: 32. 1835.
Sinonimia
- Rea leucantha Bertero
- Rea neriifolia Decne.[9]